# مستوطنة متناثرة

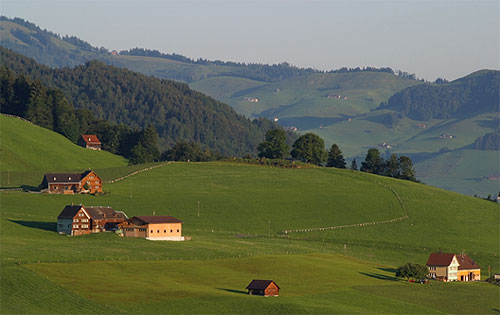
مستوطنة متناثرة في Brülisau ، أبنزل في سِوِسرة

المستوطنة المتناثرة هي أحد الأنواع الرئيسة لأنماط الاستيطان التي يستخدمها مؤرخو المناظر الطبيعية لتصنيف المستوطنات الريفية الموجودة في إنجلترا وأجزاء غيرها من العالم. ثمة عدد من المزارع المنفصلة المنتشرة في جميع أنحاء المنطقة.